# Джеферсън (окръг, Джорджия)
Вижте пояснителната страница за други населени места с името Джеферсън.
Окръг Джеферсън (на английски: Jefferson County) е окръг в щата Джорджия, Съединени американски щати. Площта му е 1373 km², а населението - 16 926 души. Административен център е град Луисвил.